# Ультіма-Есперанса (провінція)
Провінція Ультіма-Есперанса (ісп. Provincia de Última Esperanza) — провінція в Чилі у складі регіону Магальянес і Чилійська Антарктика. Адміністративний центр — Пуерто-Наталес.
Включає в себе 2 комуни.
Територія — 55 443,9 км². Населення — 19 855 осіб. Щільність населення — 0,36 чол/км².

## Географія
Провінція розташована на північному заході області Магальянес і Чилійська Антарктика.
Провінція межує:
- На півночі — провінція Капітан-Прат
- На сході — провінція Санта-Крус (Аргентина)
- На півдні — провінція Магальянес
- На заході — Тихий океан

## Адміністративний поділ
Провінція включає в себе 2 комуни:
- Наталес. Адмін.центр — Пуерто-Наталес.
- Торрес-дель-Пайне. Адмін.центр — Серро Кастілло[en].